# Бон (техника)

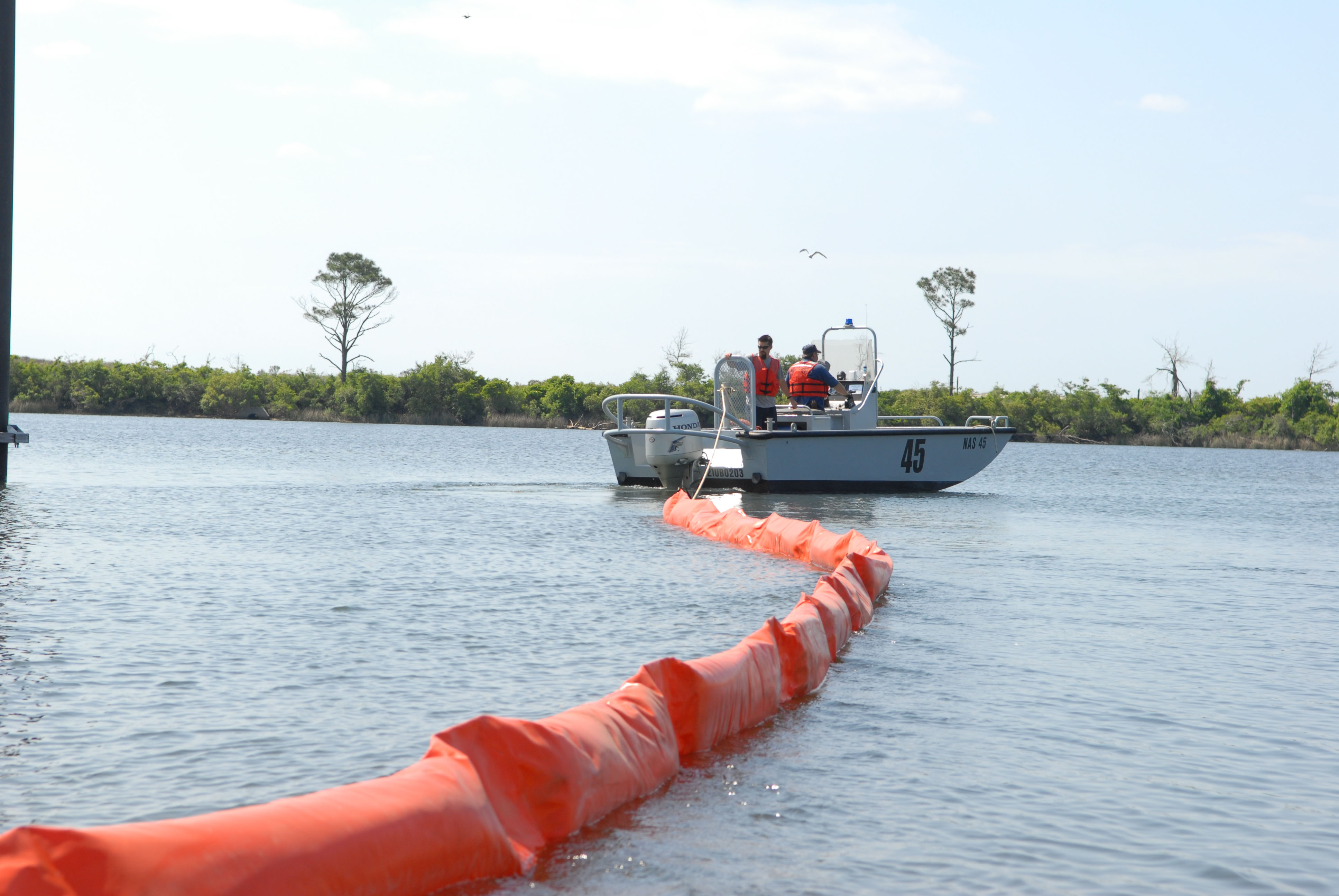
Разворачивание бона

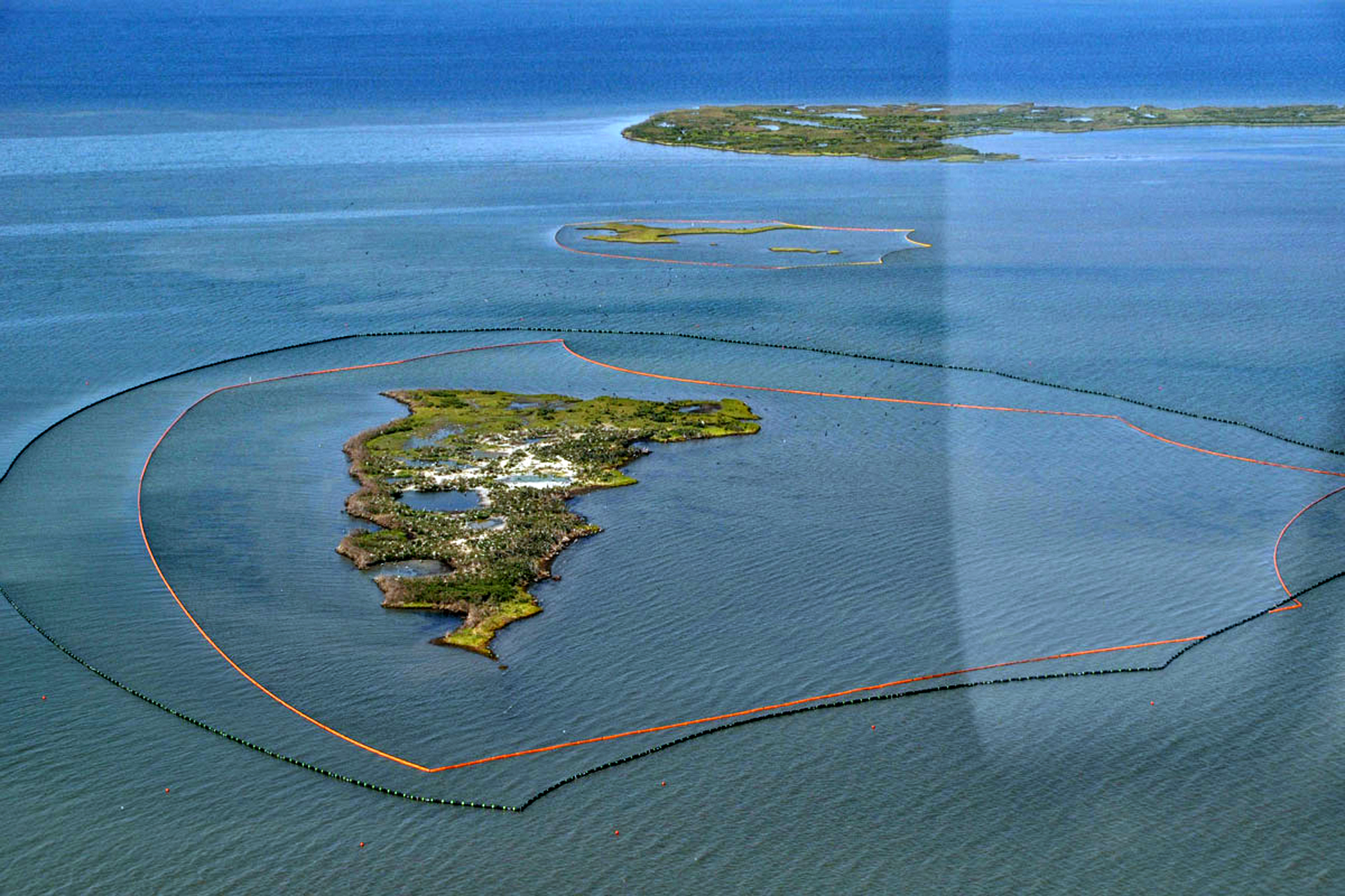
Боны вокруг островов препятствуют попаданию нефти к местам гнездования птиц

Бон (боновые заграждения) — плавучие заграждения, служащие для ограничения распространения чего-либо по поверхности воды.
Боновые заграждения обеспечивают эффективную локализацию возможных зон разлива и перемещения нефти в акватории портов, водохранилищах, затонах, реках, в открытом море, а также используются для ограждения нефтеналивных судов в процессе произведения грузовых операций, тем самым, обеспечивая надёжную защиту от загрязнения водных акваторий.
Боновые заграждения изготавливаются из специальной ткани, обладающей высокой прочностью, стойкостью к воздействию кислот, щелочей, нефти и нефтепродуктов. Конструкция соединений обеспечивает оперативное развёртывание боновых заграждений.
Специалистами разработаны и производятся боны следующих модификаций:
Боны постоянной плавучести — общей высотой от 830 до 1500 мм. Боны постоянной плавучести обладают высокой разрывопрочностью и обеспечивают скорость их буксировки до 3-х узлов. Конструкция боновых заграждений обеспечивает максимальное сопротивление ветровым и волновым нагрузкам.
Надувные боновые заграждения — относятся как к оперативным средствам защиты водоёмов от загрязнения нефтью и нефтепродуктами, так и к стационарным заграждениям морского назначения. Могут изготавливаться двухконтурными. Общая высота — до 830 мм.
Аварийные боновые заграждения — компактные надувные боновые заграждения, предназначенные для локализации нефтеразливов, возникающих в случае аварии на судах всех назначений при переходах по внутренним водам и прибрежной зоне морских заливов. Высота АБ3 — 400—680 мм.
Приливные боны — предназначены для защиты береговых линий, гаваней и рек с высокими приливно-отливными течениями от разлитых нефти и нефтепродуктов. Приливное боновое заграждение также идеально для использования в водах с маленькой глубиной, где стандартные боны малоэффективны. Приливное боновое заграждение имеет специальные камеры, наполненные водой, которые во время отлива формируют барьер и предотвращают прохождение нефти (которую несёт течение под боном) на берег или пляж. Бон всплывает как только глубина воды увеличивается. Изготавливаются общей высотой 200 и 300 мм.
Всплывающие боновые заграждения — Комплекс заграждений находится на дне, после удаленного запуска перегораживают участок за 2-3 минуты. Не препятствует судоходству. Всплывающие боновые заграждения могут использоваться многократно.
Боновый скиммер — выполняется в виде секции надувного бонового заграждения длиной 3 метра (по желанию 5 метров) со встроенным оборудованием для удаления «пойманного» боновым заграждением пятна нефтепродуктов пороговым методом.

## Промышленное применение

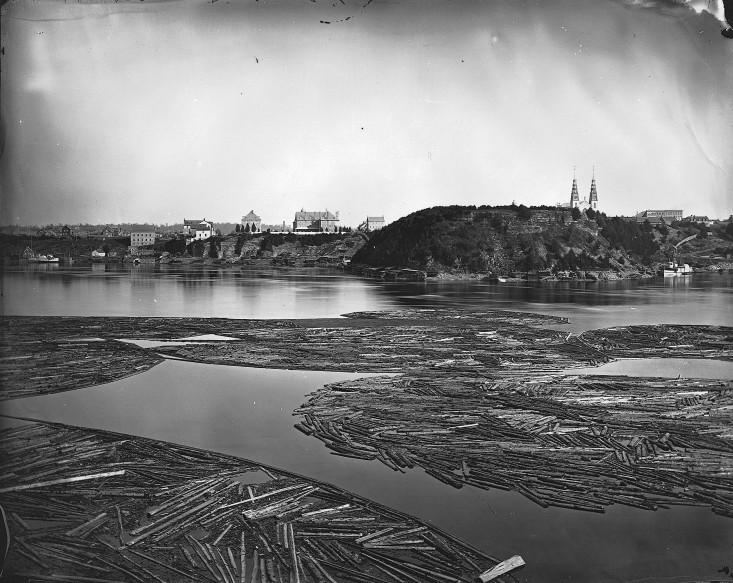
Брёвна, задержанные бонами на реке Оттава в Канаде

При разливе нефтепродуктов в водоёмах боны применяются для локализации пятна разлива и траления пятна к месту их извлечения (сорбции).
При молевом лесосплаве боны применяются для направления движения леса по лесосплавному ходу, а также для наплавных частей лесозадерживающих сооружений (запаней).
Боновые заграждения проекта The Ocean Cleanup оказались неэффективны против пластика в океане.

## Военное применение
Заграждения из плавучих брёвен или плотов, защищающие вход в гавань или фарватер от неприятельских судов. Широко использовались в античности и средневековье на реках с небыстрым течением, узких морских заливах и т. п.